# Cellini sótartója

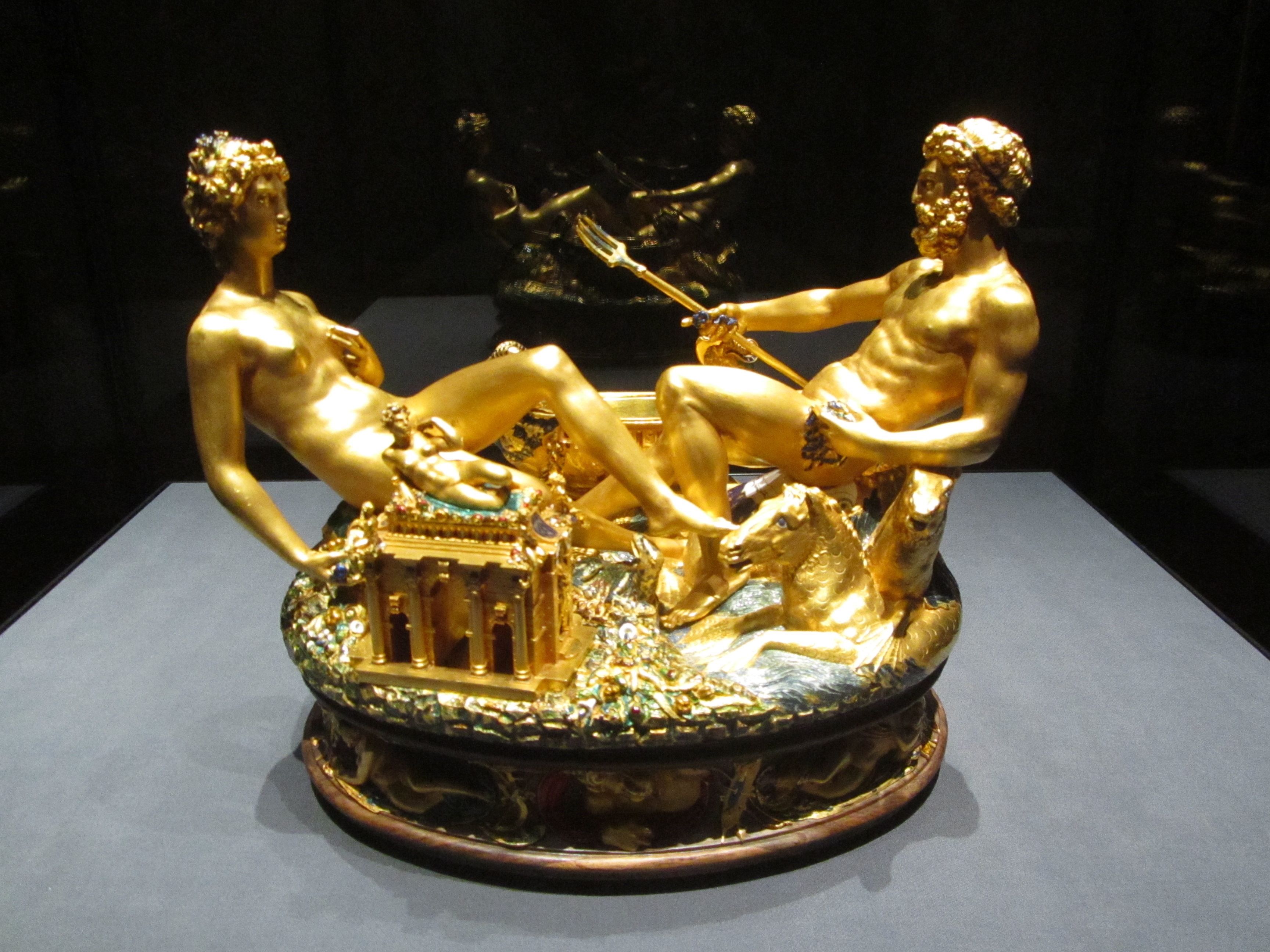
A Saliera

A Cellini sótartója, elterjedt nevén Saliera (Saliera di Francesco I di Francia) Benvenuto Cellini (1500-1571) itáliai szobrász, éremmetsző és aranyműves műalkotása.
A Saliera történetét és leírását a művész önéletírásából ismerhetjük. A sótartót Cellini párizsi tartózkodása során, 1540 és 1543 között készítette I. Ferenc francia király megrendelésére. A műalkotást IX. Károly 1570-ben II. Ferdinánd osztrák főhercegnek adományozta.
A 26 centiméter magas és 34 cm széles aranyból, elefántcsontból, ébenfából és zománcból készült sótartó Cellini egyetlen eredetiben megmaradt alkotása.
A Saliera a  manierista művészet iskolapéldája;  bonyolult forma, összetett téma és mesteri technika jellemzi. A műalkotáson, amely egyben a Föld allegorikus ábrázolása is, két emberi alakot láthatunk: a tengert szimbolizáló férfit (Neptunus) és a földet szimbolizáló nőt (Ceres). A férfi alak egy díszes hajót tart a kezében, amely egyben maga a sótartó is; a női alak mellett láthatjuk a borstartót, amely egy kis templomot reprezentáló arany dobozka. A két alakot tartó ébenfatalapzaton a négy szélirány, a napszakok és az emberi tevékenység jelképei teljesítik ki az allegóriát.

## A Saliera elrablása
2003. május 11-én, a Bécsi Szépművészeti Múzeumból elrabolták az 50 millió euróra becsült műkincset. 2003. július 10-én az International Herald Tribune-ben hirdetés jelent meg, melyben a műtárgy visszavásárlására tettek ajánlatot. Ezt követően a rabló többször is váltságdíjat követelt. Végül a mobiltelefonjáról küldött SMS alapján a rendőrség beazonosította azt az üzletet, ahol a rabló a telefont és a telefonkártyát vásárolta, majd az üzletben készült biztonsági videófelvételnek köszönhetően megjelentették az újságokban a férfi arcképét. A rabló egy 50 éves, saját üzlettel rendelkező bécsi biztonságtechnikai szakember volt. A férfi – a fényképe közzététele után – önként jelentkezett a rendőrségen, majd a rendőröket egy Brand melletti erdőbe vezette, ahol műtárgyat rejtő ládát elásta. A Saliera 987 nap elteltével került vissza a múzeumba. A restaurátorok szerint azonban számos sérülést, karcolást szenvedett.